# Государственная граница Азербайджана

Карта Азербайджанской Республики с её официальной государственной границей.

Государственная граница Азербайджанской Республики (азерб. Azərbaycan Respublikasının Dövlət Sərhədi) — линия и проходящая по этой линии вертикальная поверхность, определяющая рубежи государственной территории (суши и водной территории, недр, морского и воздушного пространства) Азербайджанской Республики. Государственная граница Азербайджанской Республики является территориальным пределом государственного суверенитета Азербайджанской Республики.
Общая протяжённость государственной границы Азербайджана составляет 3370,4 километров. Охраной государственной границы республики с Россией, Грузией, Турцией и Ираном, Арменией, а также морской границы занимается Государственная пограничная служба. В декабре 2018 года по приказу Верховного главнокомандующего президента Азербайджана Ильхама Алиева пограничные войска Государственной пограничной службы заняли боевые позиции и объекты на участке государственной границы с Арменией, проходящей по территории Газахского и Агстафинского районов, сменив прикрывавшие границу подразделения министерства обороны.

## Сухопутные границы
По суше территория Азербайджанской Республики граничит с 5 государствами. Общая протяжённость сухопутной границы составляет 2657,4 километра: 390,3 км с Российской Федерацией, 480 км с Грузией, 1007,1 км с Арменией, 15 км с Турцией, и 765 км с Ираном.
Внутри территории Азербайджана находится эксклав Армении Арцвашен, который был взят Азербайджаном во время Карабахской войны и остаётся под оккупацией. У Азербайджана есть 6 эксклавов. 5 из них окружены территорией Республики Армения. Вот их список: Бархударлы, Верхняя Аскипара, Нижняя Аскипара, Софулу, Кярки. Все они оккупированы и аннексированы Арменией. Крупнейший эксклав — Нахичеванская Автономная Республика. Он расположен между Турцией на западе, Ираном на юге и Арменией на севере и востоке.
Следует отметить, что В 1988 году начался армяно-азербайджанский конфликт, после распада СССР переросший в Первую карабахскую войну. В результате боевых действий в 1992—1993 годах вооружённые силы непризнанной Нагорно-Карабахской Республики при поддержке вооружённых сил Армении установили контроль над территорией бывшей НКАО и прилегающими районами Азербайджана, что было квалифицировано Советом безопасности ООН как оккупация.
По результатам Второй карабахской войны Азербайджан восстановил контроль над всем южным участком азербайджано-армянской границы, за исключением Лачинского коридора, перешедшим под контроль российских миротворческих сил. В апреле 2023 Госпогранслужба Азербайджана установила контрольно-пропускной пункт у въезда в коридор со стороны Армении, таким образом, полностью взяв под свой контроль границу с Арменией.
| Государства (порядок против часовой стрелки) | Длина границы (км) |
| -------------------------------------------- | ------------------ |
| Россия                                       | 390,3              |
| Грузия                                       | 480                |
| Армения                                      | 1007,1             |
| Турция                                       | 15                 |
| Иран                                         | 765                |

### С Грузией

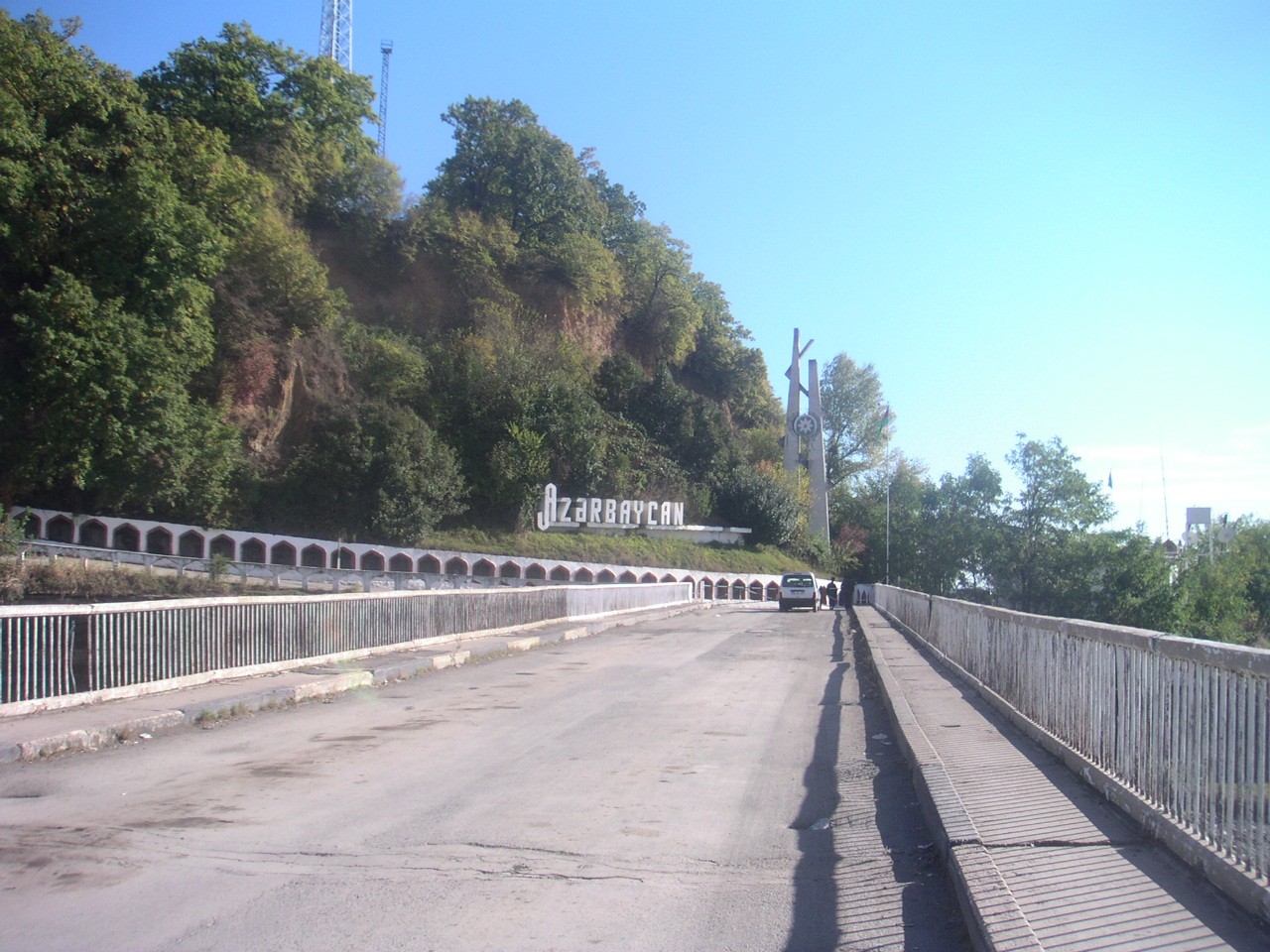
Пункт пересечения границы между Азербайджаном и Грузией в Белоканском районе в ноябре 2007 года.

Государственная граница между Азербайджаном и Грузией составляет 480 км. С Грузией граничат Казахский, Акстафинский, Таузский, Самухский, Кахский, Закатальский и Белоканский районы Азербайджана. На границе расположена крайняя северная точка Азербайджана.
С 1996 года ведутся работы по делимитации границы. К 2011 году согласовано 300 км границы.
Некоторые отрезки грузино-азербайджанской границы остаются спорными. Так, по участку в районе монастырского комплекса «Давид Гареджи» ещё нет согласия. Грузинская сторона утверждает, что исторический памятник находится на территории Грузии, Азербайджан же оспаривает эту территорию. Государственная граница между Азербайджаном и Грузией фактически делит монастырь на две части.
Также есть проблема на отрезке границы, где еще в 70-х годах река Алазани сменила русло.

### С Россией
Современная сухопутная межгосударственная граница между Россией и Азербайджаном составляет 390,3 км. До 1991 года была границей между РСФСР (в том числе Дагестанской АССР) и Азербайджанской ССР. С Россией граничат Белоканский, Закатальский, Кахский, Шекинский, Огузский, Габалинский, Кусарский и Хачмасский районы Азербайджана
Автомобильное, железнодорожное и пешеходное сообщение между Россией и Азербайджаном осуществляется через несколько контрольно-пропускных пунктов. Граница разделяется на три участка — горный, предгорный (проходит по реке Самур) и низинный (дельта реки Самур в Прикаспийской низменности). Остро стоит вопрос раздела вод реки Самур, интенсивно используемых для орошения.
Граница установлена договором, подписанным в Баку 3 октября 2010 года. Он вступил в силу, согласно статье 7, в день обмена ратификационными грамотами (18 июля 2011 года).

### С Арменией
В связи с Карабахским конфликтом граница между Арменией и Азербайджаном закрыта, поскольку при поддержке вооружённых сил Армении над территорией бывшей НКАО и прилегающими районами Азербайджана был установлен контроль вооружённых сил Нагорно-Карабахской Республики. Занятие некоторых районов за пределами бывшего НКАО было квалифицировано Советом безопасности ООН как оккупация. Азербайджан считает Армению страной-оккупантом. Министерство иностранных дел Азербайджана заявило, что может рассмотреть возможность открытия границы с Арменией в случае крупного достижения в конфликте.
Граница с Арменией состоит из двух частей: Основная часть границы расположена к востоку от Армении. Она начинается на севере с точки пересечения границ Армении, Азербайджана и Грузии (юго-западный склон горы Бабакяр (700,8 м)) и заканчивается на юге со второй точкой пересечения границ Армении, Азербайджана и Ирана (расположен на реке Аракс (38°52’06" с. ш. 46°32’05" в. д.)). С Арменией здесь граничат Газахский, Агстафинский, Таузский, Кедабекский, Дашкесанский, Кельбаджарский, Лачинский, Губадлинский и Зангеланский районы Азербайджана. Вторая часть границы расположена к югу от Армении и отделяет азербайджанский эксклав Нахичеванскую Автономную Республику от остальной части страны. С этой стороны с Арменией граничат Садаракский, Шарурский, Кенгерлинский, Бабекский, Шахбузский, Джульфинский и Ордубадский районы Азербайджана.
Внутри территории Армении расположены азербайджанские эксклавы Бархударлы, Юхары Аскипара, Ашагы Аскипара, Софулу и Кярки, перешедшие после Первой карабахской войны под контроль Армении и аннексированные, тогда как армянский эксклав Арцвашен перешёл под контроль Азербайджана.
Отношения сторон до сих пор остаются напряжёнными, неоднократно сообщалось о нарушении режима прекращения огня на армяно-азербайджанской границе. Стороны обвиняли друг друга в нарушении.
В результате боевых действий осени 2020 года граничащие с Арменией территории Зангеланского и Губадлинского районов Азербайджана, а после трехстороннего соглашения — территории Лачинского и Кельбаджарского районов перешли под контроль Азербайджана. Лачинский коридор шириной в 5 км был взят под контроль российских миротворческих сил по условиям соглашения. После этого начался процесс демаркации армяно-азербайджанской границы. В частности, вооружённые силы Азербайджана установили контроль над участком дороги, ведущей из Гориса в Воротан, участком дороги, ведущей из Капана в село Агарак, и частью села Шурнух, которые являются территорией Зангеланского и Губадлинского районов Азербайджана. Этот процесс вызвал недовольство жителей приграничных населенных пунктов Сюникской области Армении, считающих, что размещение новых боевых постов азербайджанской армии угрожает их безопасности. Жители стали устраивать акции протеста и блокировать улицы. Объясняя процессы, происходящие на сюникском участке границы с Азербайджаном, премьер-министр Армении Никол Пашинян заявил, что Армения возвращается к международно признанным границам.

### С Турцией
Азербайджано-турецкая граница, протяжённость которой всего лишь 15 км проходит вдоль реки Аракс и расположена на северо-западе Нахичеванской Автономной Республики, отделённой от остальной части страны Арменией. С Турцией граничит только Садаракский район Азербайджана. На границе расположена крайняя западная точка Азербайджана.
Сформирована (как граница Турции с Нахичеванской АССР) в 1930-х, в результате территориального обмена с Персией. Последняя отказалась от области вокруг двух пиков Арарата в пользу областей в Курдистане.
Является стратегически важным геополитическим коридором, связывающим Турцию и Азербайджан. На границе расположен КПП  Дилуджу —  Садарак.

### С Ираном
На границе расположена крайняя южная точка Азербайджана. Общая длина — 689 км и состоит из двух несмежных участков, разделённых армяно-иранской границей. После Карабахской войны в 1992-1993 годах часть азербайджано-иранской границы находилась под контролем армянских сил. 22 октября 2020 года поселок Агбянд и Агбяндская пограничная застава в Зангеланском районе перешла под контроль ВС Азербайджана, тем самым был обеспечен полный контроль над государственной границей Азербайджана.

## Морские границы
По Каспийскому морю Азербайджан граничит с Россией, Казахстаном, Туркменистаном и Ираном. Протяженность морской границы составляет 713 километров.

### Охрана морских границ

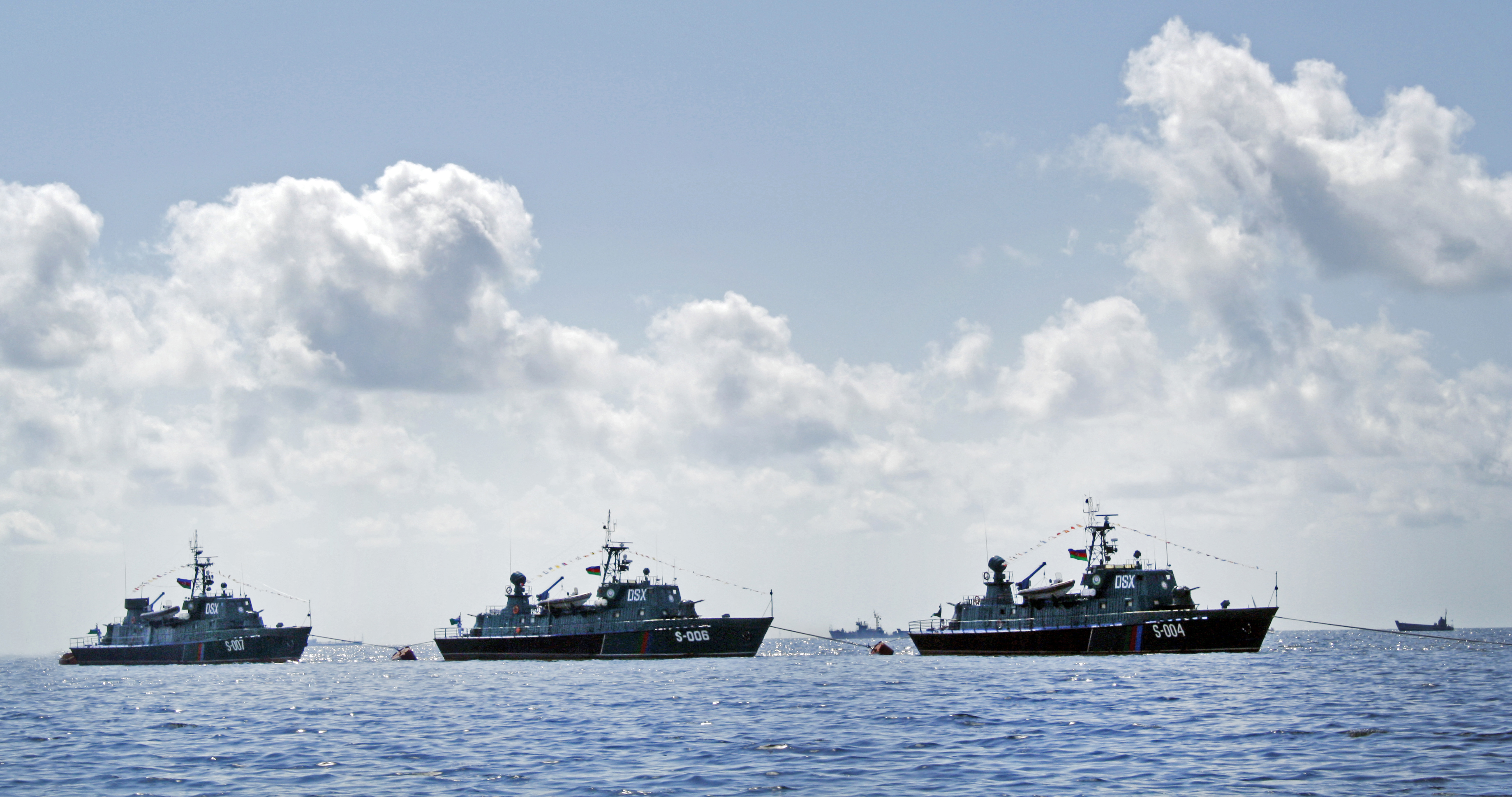
Морские силы Государственной пограничной службы Азербайджана во время парада 26 июня 2011 года

Охраной морских границ Азербайджана, наряду с морской нефтегазовой структурой, беспрерывно 24 часа в сутки занимается Береговая охрана Государственной пограничной службой (ГПС) республики. В 2011 году ГПС начала осуществлять прием в Академию на морские специальности. У ГПС есть отношения на высоком уровне с соответствующими структурами прикаспийских стран. Тесные отношения развиваются со структурами России, Казахстана и Туркменистана.
Сегодня для охраны морских границ Азербайджана применяются разногабаритные корабли, скоростные катера, современные радиолокационные системы и прочее оборудование.
Помимо этого осуществляется закупка новых судов и катеров. Наряду с этим сдаётся в эксплуатацию дивизион северных катеров. Также проводятся морские учения по береговой охране.